# Chelsea Brummet
Chelsea Jean Brummet (Elgin, 28 de janeiro de 1987) é uma atriz e cantora americana.
É conhecida por seu papel em All That e por sua participação especial em Drake & Josh.